# Danser med ulve
Danser med ulve (originaltitel Dances With Wolves) er en amerikansk film fra 1990, instrueret af Kevin Costner der også selv spiller hovedrollen. Den er baseret på  er en roman fra 1988 af den amerikanske forfatter Michael Blake, og  fortæller historien om en amerikansk kavalleriofficer i 1860'erne, der bliver venner med en gruppe Sioux-indianere og ofrer sin karriere og bånd til sit eget folk. Filmen fik 7 Oscars, blandt andet en for bedste film i 1991.

## Medvirkende
- Kevin Costner
- Mary McDonnell
- Graham Greene
- Rodney A. Grant
- Floyd Red Crow Westerman
- Tantoo Cardinal
- Wes Studi
- Felix Heathcombe
- Robert Pastorelli
- Charles Rocket